# La Biga e La Busca
La Biga e La Busca foram os dois principais partidos políticos que existiram em Barcelona, durante o Século XV.

## História
Por volta de 1425, começou a ganhar força a adoção de medidas protecionistas em Barcelona, no contexto de uma a crise econômica na região do Mar Mediterrâneo. No entanto, setores da oligarquia urbana (cidadãos honrados - "ciutadans honrats" em catalão) resistiam à adoção de tais medidas.
Nesse contexto, com o aumento do desemprego, ocorreram protestos e motins que resultaram na adoção de medidas protecionistas.
Nesse contexto, os comerciantes e artesãos defendiam algumas medidas, como por exemplo: a desvalorização da moeda, a proibição da importação de alguns produtos, a melhoria da produção têxtil e os impostos mais elevados sobre produtos estrangeiros. Por outro lado, os "honrats ciutadans" propunham a adoção de outras medidas, como obras públicas para reduzir o desemprego.
A partir de 1450, o antagonismo entre esses dois grupos provocou uma crise política que resultou na consolidação de dois partidos políticos distintos, que seriam conhecidos como:
- La Biga (a 'viga', em referência a um importante elemento estrutural, que naquela época era geralmente de madeira, utilizado em diversas edificações), era composta pela maioria dos "ciutadans honrats" e alguns comerciantes, principalmente os importadores de tecidos de luxo. Este grupo social tinha estreitas ligações com a nobreza, em sua maioria: possuía (ou possuía laços parentescos com aqueles que possuíam): terras, castelos, direitos senhoriais e, portanto, viviam de rendas. Esse grupo detinha o controle das instituições que controlavam o município de Barcelona e estavam em choque com os setores ligados à economia produtiva urbana;
- La Busca (a 'lasca', essa denominação era meio jocoso de se opor à denominação utilizada pelo grupo rival), era composta por mercadores, artesãos e mestres de corporações de ofício que pretendiam controlar das instituições que controlavam o município de Barcelona para fazer valer os privilégios, liberdades e costumes concedidos ao povo de Barcelona. Eles defendiam a implementação de medidas protecionistas, como, por exemplo: a desvalorização da moeda.

O Rei Afonso V de Aragão, que esteve no trono entre 1416 e 1458, manteve uma posição ambígua diante desses dois grupos, pois precisava de financimento para suas campanhas militares e, portanto, recebia doações tanto de integrantes da "Busca", quanto de integrantes da "Biga". Além disso, este monarca, como os outros reis do século XV, queria que sua autoridade prevalecesse acima da nobreza catalã, que, por sua vez, se expressava por meio das Cortes Catalãs.
O sistema de eleição das autoridades municipais estava instituído de modo que era favorecia os integrantes da "Biga" e alijava os integrantes da "Busca". Portanto, os integrantes da "Busca" pretendiam que o monarca utilizasse o seu poder para reformar essas instituições.
Durante o reinado de Alfonso V, a Coroa de Aragão tinha interesse em enfraquecer politicamente os integrantes da "Biga", circunstância que criou condições para uma aliança com integrantes da "Busca".
Na década de 1440, o Rei Afonso V de Aragão passou a residir em Nápoles e confiou a resolução do conflito entre as duas facções de Barcelona a seus representantes em Barcelona, primeiramente à Rainha consorte Maria de Castela e, depois, a Galcerán de Requesens.
Em 1452, os integrantes da "Busca" se agrupavam no "Sindicat dels Tres Estaments" ("Sindicato dos três estamentos"), mas, embora fossem bem organizados, ainda não tinham acesso às instituições que controlavam o Município de Barcelona.
No dia 30 de novembro de 1453, Requesens, que representava o Rei Afonso V em Barcelona, suspendeu as eleições para "consellers" ('vereadores') e nomeou uma nova "Consellería" (Câmara de Vereadores) formadas por integrantes da "Busca".
Desse modo, foram implementadas medidas reivindicadas pelos integrantes da Busca, tais como: medidas protecionistas, desvalorização da moeda, saneamento da administração municipal e favorecimento de produtos locais em detrimento dos importados.
Em 1455, para dar respaldo legal a este governo, o Rei Afonso V de Aragão publicou leis que distribuíam de forma fixa a composição dos órgãos da administração municipal entre os diversos estamentos sociais:
- Os integrantes do Conselho dos Cem, passariam a ser 128, divididos em quatro grupos de 32, cada um formado por membros de um estamento: (cidadãos honestos (nobres), mercadores, artistas e artesãos).
- O "En Trentari", formado por 32 integrantes, dividido em quatro grupos de oito, um para cada estamento;
- O gabinete executivo era composto por 5 integrantes, encabeçado por um "cidadão honrado", sendo os demais integrandos, compostos por um representante de cada estamento.

O programa de reformas defendido pelos integrantes da "Busca" não teve sucesso devido à forte oposição dos integrantes da "Biga".
Em 1462, com o início da Guerra Civil Catalã, "Biga" retomou a hegemonia das intuições de Barcelona. Essa situação perduraria mesmo após o final da Guerra Civil Catalã, em 1472.
Posteriormente, o Rei Fernando II de Aragão faria faria outra reforma no Conselho dos Cem.